# فرنچایز (ترانه)
«فرنچایز» (به انگلیسی: Franchise) یک ترانه از خواننده رپ آمریکایی تراویس اسکات است که در آن یانگ تاگ، رپر آمریکایی و ام.آی.ای. حضور دارند. این ترانه در ۲۵ سپتامبر ۲۰۲۰ همراه با ویدئویی که بخشی از آن در انگلیس و در عمارت مایکل جردن در شیکاگو گرفته شد ، منتشر شد. این ترانه رتبه ۱ در جدول فروش ۱۰۰ آهنگ داغ بیلبورد ایالات متحده رسید
این ترانه برای اولین بار در ۱۰ اکتبر در ۱۰۰ آهنگ داغ بیلبورد آغاز شد و به چهارمین ترانه رتبه یک اسکات در ایالات متحده، دومین ترانه شماره یک یانگ توگ و همچنین نخستین ترانه رتبه یک میا در ایالات متحده تبدیل شد. با این کار، اسکات به اولین هنرمند در تاریخ جدول بیلبورد تبدیل شد که در کمتر از یک سال سه ترانه از او در رتبه یک جدول حضور داشت. پیش نمایش این ترانه برای اولین بار توسط اسکات و تهیه‌کننده چیس بی در ژوئیه سال ۲۰۲۰، در طول دهمین قسمت از آن انجام شد. ترانه در رادیو وات فقط نسخه یانگ تهوگ بود و با عنوان «وایت تی» شناخته می‌شد. در ۱۶ سپتامبر، در وب سایت اسکات برای پیش سفارش در دسترس قرار گرفت.
این آهنگ هم چینین یک ریمیکس با حضور  فیوچر دارد